# Vipaśyanā
Vipaśyanā (sanscrito, s.f.; in pāli: Vipassanā; in cinese: 觀 guān; giapponese: kan; coreano: 관 kwan; vietnamita: quan; tibetano: ལྷག་མཐོང, lhag mthong, lhak tong) è un termine che significa "vedere le cose in profondità, come realmente sono", ed è una delle più antiche tecniche di meditazione dell'India. 

## Storia e insegnanti
Fu insegnata più di 2500 anni fa dal Buddha che descrive questo metodo nel Discorso sui fondamenti della consapevolezza (Satipatthana Sutta). Vipassana è tradotta con meditazione di visione penetrativa o di visione profonda.

## La Vipassanā nel buddismo Theravāda
Vipassana si traduce con meditazione di visione penetrativa o di visione profonda (in inglese insight meditation). Mentre la meditazione śamatha è finalizzata al raggiungimento di stati di assorbimento con livelli sempre più alti di concentrazione e di quiete, la meditazione vipassanā è finalizzata a sviluppare consapevolezza della realtà attraverso la percezione continuativa degli stimoli sensoriali e mentali, per fare esperienza della loro natura, che è transitoria, come è transitorio e impermanente tutto ciò che esiste.
La tecnica della meditazione vipassanā è insegnata dal Tathagatha Shakyamuni nel Discorso sui fondamenti della presenza mentale (Satipatthanasutta), e prevede i seguenti momenti:
- Contemplazione del corpo
  - Consapevolezza del respiro
  - Consapevolezza delle posizioni del corpo
  - Consapevolezza delle azioni del corpo
  - Consapevolezza delle parti del corpo
  - Consapevolezza degli elementi
  - Nove contemplazioni del cimitero (spesso sostituita in seguito dalla meditazione sull'impermanenza[2])

- Contemplazione delle sensazioni

- Contemplazione della mente

- Contemplazione degli oggetti mentali
  - In riferimento ai cinque ostacoli (desiderio sessuale, malizia, indolenza, ansia e dubbio)
  - In riferimento ai cinque aggregati dell'appropriazione (aggregato della materia, delle sensazioni, delle formazioni mentali, delle forze istintive e della coscienza)
  - In riferimento alle sei basi interne e alle sei basi esterne dei sensi (occhi, orecchie, naso, lingua, corpo e mente, e le realtà esterne corrispondenti)
  - In riferimento ai sette fattori del risveglio (presenza mentale, investigazione dei fenomeni, risveglio dell'energia, gioia, serenità, concentrazione ed equanimità).

La consapevolezza di sé e del proprio corpo non dev'essere limitata al momento della giornata riservato alla pratica. In qualunque momento della sua giornata, colui che pratica questa forma di meditazione deve sforzarsi di essere consapevole di quel che sta facendo, delle sensazioni che prova e della propria attività mentale. Questa forma di meditazione si è rivelata più adatta della meditazione samatha per la diffusione presso i laici, perché non ha bisogno della quiete di un monastero né di tempi di pratica particolarmente intensi per raggiungere risultati soddisfacenti. Per queste sue caratteristiche, ha raggiunto una apprezzabile diffusione anche in Occidente. 
Tra coloro che hanno diffuso la tecnica della meditazione vipassanā, occorre ricordare il monaco Mahasi Sayadaw (1904-1982) ed il laico U Ba Khin (1899-1971), entrambi birmani. A Mahasi Sayadaw si deve, in particolare, l'introduzione della tecnica del mental noting (annotazione mentale), quale metodo per esercitarsi nel riconoscere tutto ciò di cui la coscienza fa esperienza nel momento presente. 
S. N. Goenka (1924-2013), allievo di U Ba khin, ha diffuso ulteriormente in Europa e in America questa tecnica attraverso corsi 
tipicamente di 10 giorni.